# Presidente di Malta
Il Presidente di Malta (in maltese: President ta' Malta, in inglese President of Malta) è il capo di Stato della Repubblica di Malta. Il Presidente è eletto indirettamente da 2/3 dei membri della Camera dei rappresentanti per un mandato di 5 anni.
L'attuale e 11º presidente di Malta è Myriam Spiteri Debono, in carica dal 4 aprile 2024.

## Poteri del presidente
Al presidente di Malta spettano diversi poteri, tra cui:
- Promulgare le leggi.
- Sciogliere la Camera dei Rappresentanti di Malta su richiesta del primo ministro di Malta o a seguito del passaggio di una mozione di sfiducia al governo.
- Nominare a discrezione personale il primo ministro, tenendo in considerazione la situazione all'interno del parlamento maltese.
- Nominare la maggior parte dei membri degli organi costituzionali (previo consenso del primo ministro).
- Ricevere gli ambasciatori stranieri.
- Concedere la grazia (ma non l'amnistia) ai criminali condannati; il presidente può inoltre ridurre o sopprimere le sentenze penali, agendo su consiglio del Gabinetto o su consiglio del ministro delegato dal Gabinetto.
- Autorizzare il riconoscimento di onorificenze, premi e decorazioni a Malta. Nessun titolo nobiliare, onore, premio, decorazione, appartenenza o carica può essere utilizzato a Malta a meno che non sia autorizzato dal presidente. I nomi di coloro che sono autorizzati dal presidente sono pubblicati nella Gazzetta del Governo di Malta.

Il presidente di Malta ricoprendo tale ruolo è anche di diritto (ex officio):
- Presidente ex officio della Commissione per l'Amministrazione della Giustizia di Malta.
- Capo ex officio degli Onori Maltesi.
- Presidente ex officio del Malta Community Chest Fund, un'istituzione non governativa di beneficenza volta ad aiutare istituzioni filantropiche e individui. Il coniuge del presidente ricopre la carica di vicepresidente.

Il poteri del presidente sono elencati in dettaglio in una pubblicazione (in maltese) chiamata Il-Manwal tal-President tar-Repubblika scritta dall'ex presidente Ugo Mifsud Bonnici.

## Residenze ufficiali
La sede ufficiale del presidente di Malta è il Palazzo del Gran Maestro, sito nella capitale La Valletta, sebbene la residenza ufficiale de facto sia Palazzo Sant'Antonio ad Attard. Palazzo Verdala, a Siġġiewi, funge invece da residenza estiva. 

## Indisponibilità temporanea
Ogni volta che il o la presidente è assente da Malta, è in vacanza, o per qualsiasi motivo non ha la possibilità di svolgere le proprie funzioni, tali funzioni sono esercitate da un individuo nominato dal primo ministro, previa consultazione con il leader dell'opposizione. Il presidente della Camera dei Rappresentanti svolge i compiti del presidente finché tale individuo non viene nominato.
Sebbene quanto detto sopra sia valido, l'ufficio presidenziale non diventa automaticamente vacante alla scadenza dei cinque anni del mandato. La Costituzione di Malta stabilisce che fino a quando non viene raggiunta una risoluzione a maggioranza dei due terzi nella Camera dei Rappresentanti, la persona che è titolare dell'ufficio di Presidente di Malta, rimane in carica fino a quando la risoluzione non sia stata raggiunta.

## Termine del mandato
Il mandato del presidente di Malta termina quando:
- Il presidente si dimette dal suo incarico.
- Scadono i cinque anni del mandato dalla data della nomina.
- Il presidente in carica viene rimosso dal suo incarico con una risoluzione non inferiore ai due terzi della Camera dei rappresentanti di Malta per motivi di incapacità ad esercitare le funzioni del proprio ufficio (sia per motivi di infermità fisica o mentale o qualsiasi altro motivo) o a causa di cattiva condotta.
- Il presidente muore mentre è in carica.

A seguito del termine del mandato si apre una fase di sede vacante e il Parlamento di Malta si deve riunire per eleggere un nuovo presidente.